# François Soumbou
François Soumbou né le 17 avril 1940 à Mpita, est un spécialiste de la sylviculture et un homme politique congolais.

## Biographie
François Soumbou est né de Marcel Soumbou et de Mâ Meli. Il est le quatrième fils d’une fratrie de huit enfants (cinq filles et trois garçons).
Il est marié, et père de 7 sept enfants et grand père de plusieurs petits fils.
Il est l'actuel patriarche de son clan maternel Ngweela, le plus grand des quatre clans par le nombre de ses membres et par la superficie de son terroir dans la contrée de Hinda, plus précisément du sous-groupe Ngweel Tshingang Sati. Sati étant le génie tutélaire qui veille sur ledit clan.

### Formation
Après un cycle scolaire primaire, il est admis avec quatre autres élèves venant des deux écoles primaires publiques de la ville, au cours d’entrée en classe de sixième du Collège classique et moderne de Pointe-Noire qui a ouvert ses portes le 4 octobre 1954.
Ces condisciples sont :
- M. Jean-Baptiste Missamou, ancien directeur de l'Office congolais de l'entretien des routes (OCER) et ancien maire de Pointe-Noire (1984-1990), aujourd’hui décédé.
- M. Dieudonné Mahoungou, ancien ministre du Commerce.

- M. Léon Taty, ancien professeur d’anglais dans un collège de Pointe-Noire puis en France,

- Mme Félicité Jubelt, ancienne directrice d’école.

Ils sont donc les cinq premiers élèves Noirs de cet établissement, avant qu’une trentaine d’autres jeunes noirs ne les rejoignent un mois plus tard. Il faut noter que ce collège fut baptisé Collège Victor Augagneur en 1957 puis lycée du même nom en 1959.
Après des études secondaires, François Soumbou entreprend des études supérieures pour une formation dans les métiers des Eaux et forêts, couronnée par un diplôme d’Ingénieur du bois de l'École Supérieure du Bois de Paris.

### Carrière professionnelle
De retour au Congo, il sert dans l’administration forestière, respectivement aux fonctions de chef de service de la Brigade des Recherches forestières du Centre technique forestier tropical, directeur technique de l’Office national des forêts, directeur de l’Office congolais des forêts, directeur de la Société nationale de transformation des bois (SONATRAB), et enfin secrétaire général du Syndicat des exploitants forestiers, usinier et transporteur des bois du Congo jusqu’à sa retraite en 1995.

### Carrière politique
En 1990, avec l’ouverture du pays au multipartisme, il décide d’embrasser une carrière politique, en adhérant au RDPS (Rassemblement pour la démocratie et le progrès social) fondé par Jean-Pierre Thystère-Tchicaya. Il en fut le timonier au Kouilou, sept ans durant.
Il s’en retire pour convenance personnelle, avant d’être récupéré par le président fondateur du MAR (Mouvement action renouveau), Jean- Baptiste Taty Loutard, pour animer ce parti au Kouilou.
Il a également été sénateur.

## Autres occupations
François Soumbou est le mécène de l'orchestre tradi-moderne Bane B'Siane.
Il est à l’initiative du regroupement de quelques membres des chorales de la paroisse Saint Christophe ou de l’orchestre tradi-moderne Bane Bu libung (les enfants de la parole) pour créer Bane B'Siane (les Orphelins) sous le label F. S . Production. FS étant les initiales de François Soumbou.
Avec Joseph Tchiamas, Gabriel Blaise Makosso, Alexandre Makosso, Joseph Siama, Jean Paul Serge Pangou, et Simão Mamboma (linguiste du Cabinda), et François Soumbou, ils sont les sept co-auteurs, qui ont publié le Dictionnaire vili-français. Avec le concours de l’I.la.lo.k (Institut des langues locales au Kouilou) présidé par feu Alphonse Bayonne. Cet ouvrage a été présenté, officiellement, au public, au cours d’une cérémonie qui a eu lieu, le 17 avril 2008, au Mémorial Pierre Savorgnan De Brazza, à Brazzaville.

Le 9 juin 2019, il réunit plus d’une centaine de personnes à Fontenay sous-Bois en région parisienne pour mettre en place la Viliphonie pour la préservation et la mise en valeur de la langue Vili.